# Douglas DC-4E
Douglas DC-4E byl americký experimentální dopravní letoun, vyvinutý v období před druhou světovou válkou u firmy Douglas. Typ se nedostal do sériové výroby, ale zkušenosti získané na základě jeho selhání vedly ke vzniku projektu později velmi úspěšné modelové řady Douglas DC-4/C-54. Řada prvků konstrukce DC-4E se také uplatnila u bombardéru Nakadžima G5N, vzniklého pro Japonské císařské námořní letectvo.:s.268

## Vývoj
Projekt začal vznikat v roce 1935 na základě požadavků United Air Lines,:s.17 s cílem vyvinout mnohem větší a pokročilejší typ nahrazující Douglas DC-3, ještě před tím než první DC-3 vzlétl.:s.122 Projekt vzbudil dostatečný zájem i dalších aerolinek, takže k United Airlines se připojily i American Airlines, Eastern Air Lines, Pan American Airways a Transcontinental and Western Air (TWA) a poskytly 100 000 dolarů každá na pokrytí nákladů vývoje. S nárůstem nákladů a komplexity typu ale Pan Am a TWA své fondy stáhly, protože daly přednost typu Boeing 307, u něhož se očekávaly nižší náklady.:s.267
S plánovanou kapacitou až 42 cestujících (ve třinácti řadách po dvou sedadlech na každé straně uličky), nebo 30 při lůžkové úpravě (podobně jako u typu Douglas DST) mohl DC-4, jak byl typ zpočátku označován, přepravit až dvojnásobné množství cestujících než DC-3, a byl také prvním velkým dopravním letounem s příďovým podvozkem. Mezi další inovativní prvky patřilo použití pomocných zdrojů napájení, posilovače řízení, klimatizace kabiny a použití palubního elektrického systému užívajícího střídavý proud. Pro sériové stroje bylo plánováno použití přetlakové kabiny. Trojité svislé ocasní plochy umožňovaly využití existujících hangárů a přitom poskytovaly dostatečnou plochu pro umožnění vzletu pouze se dvěma funkčními motory na jedné straně letounu. Půdorys křídla byl podobný DC-3, s šípovitou náběžnou hranou a téměř přímou odtokovou hranou. Pohon zajišťovaly čtyři čtrnáctiválcové hvězdicové motory Pratt & Whitney R-2180-A Twin Hornet, které byly instalovány rozbíhavě od podélné osy letounu, zejména jejich vnější dvojice.:s.266–268

## Služba

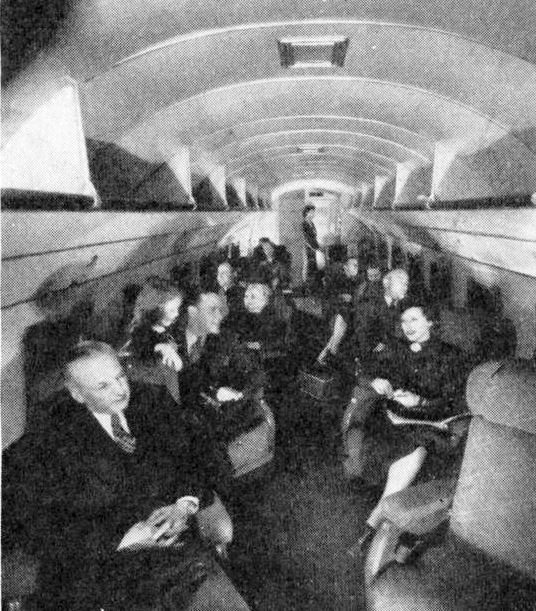
Pohled do kabiny pro cestující. Fotografie z časopisu L'Aérophile, červen 1937.

Prototyp (sériové číslo 1601, imatrikulace NX18100) bez problému poprvé vzlétl 7. června 1938 z letiště Clover Field v kalifornské Santa Monica, pilotován zkušebním pilotem Carlem Coverem. Menší problémy během letových zkoušek však oddálily udělení certifikátu typové způsobilosti až do 5. května 1939. V roce 1939 pak začal být stroj United Airlines užíván pro interní zkoušky a hodnocení typu. 6. června 1939, během letu nad Daytonem v Ohiu, byl jeho pasažérem i Orville Wright. Ačkoliv letoun byl relativně bezproblémový, jeho komplexní systémy se ukázaly finančně náročnými na údržbu, a výkony typu byly nižší než očekávané, zejména po zvýšení počtu cestujících na 52 a nárůstu vzletové hmotnosti na 65 000 liber (29 484 kg).:s.267
Projekt byl tedy opuštěn v prospěch o něco menšího, lehčího a méně složitého čtyřmotorového typu s jednoduchou svislou ocasní plochou, a kratším rozpětím křídla. Tento typ také nesl označení DC-4, což vedlo k zpětnému přeznačení původního projektu na DC-4E (E jako Experimental). Ten byl koncem roku 1939 odprodán Imperial Japanese Airways, které v té době nakupovaly americká letadla za účelem zkoumání jejich technických parametrů a kopírování použitých technologií. DC-4E byl v Japonsku podroben důkladnému zkoumání, a stal se základem pro vývoj neúspěšného bombardéru Nakadžima G5N.:s.268 Japonský tisk sice krátce po zakoupení oznámil, že letoun havaroval v Tokijském zálivu, ale ve skutečnosti byl tajně zkoumán vojenskými a průmyslovými odborníky u společnosti Nakadžima.:s.18, 49-50

## Uživatelé

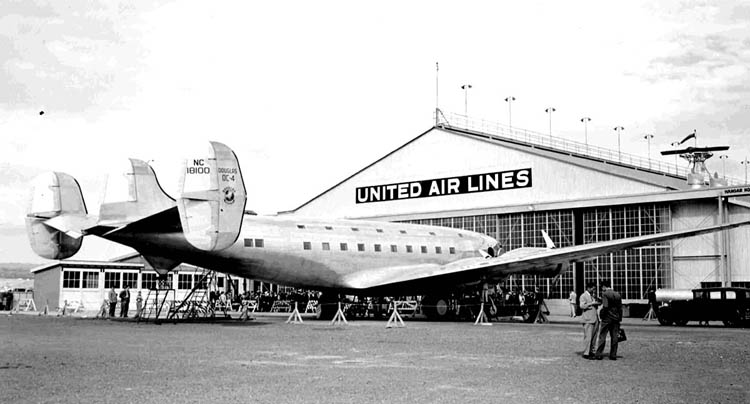
Nový DC-4E před terminálem United Airlines na letišti Oakland.

- Japonské císařství
  - Imperial Japanese Airways
- Spojené státy americké
  - United Airlines

## Specifikace (DC-4E)
Údaje podle publikace McDonnell Douglas Aircraft since 1920, Vol. 1:s.266–268

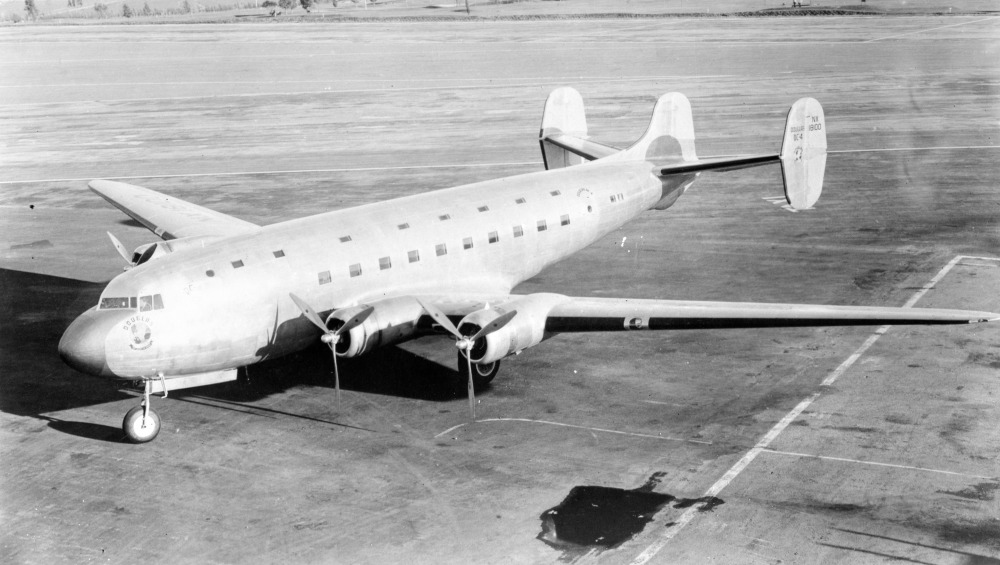
Douglas DC-4E

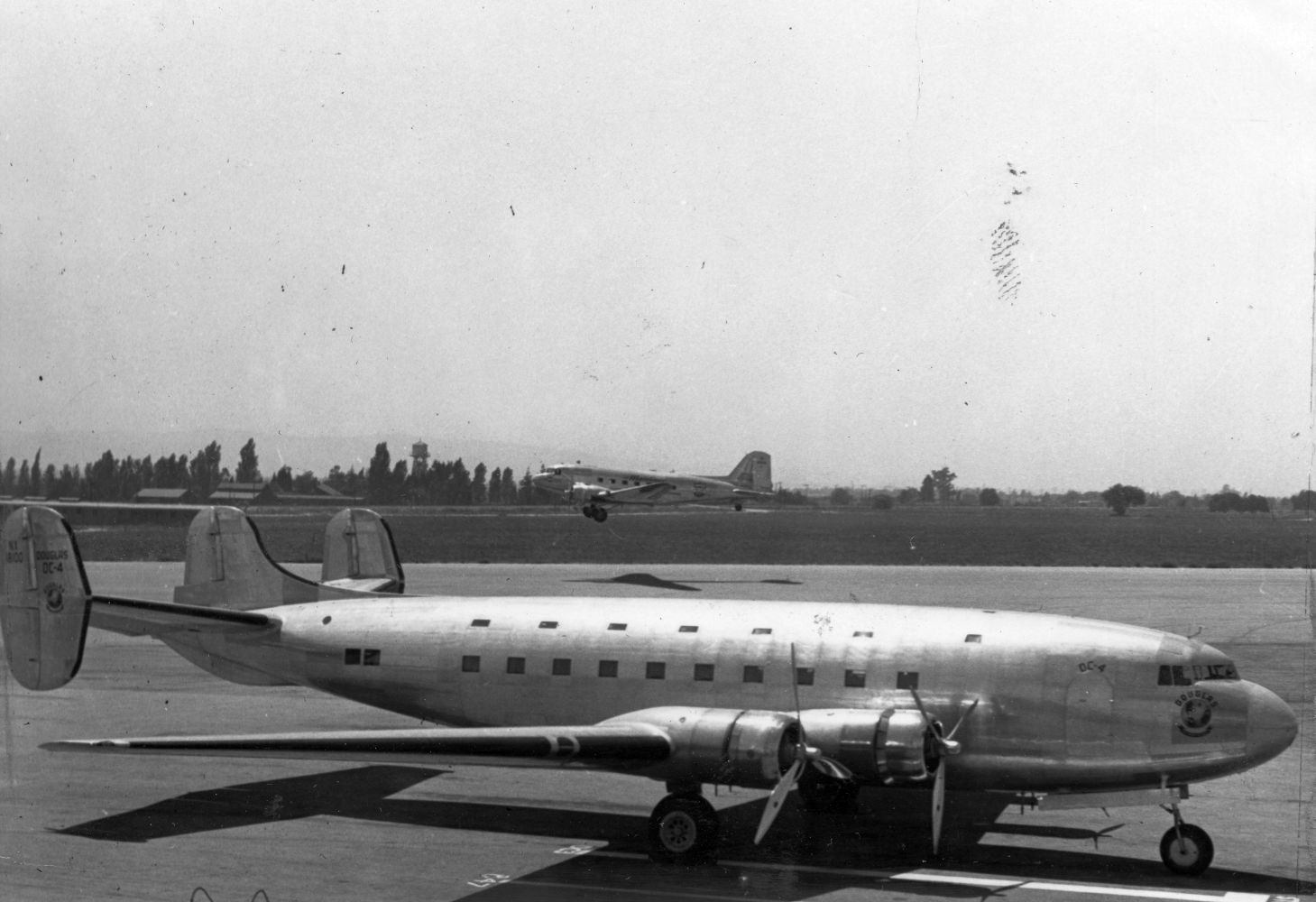
Douglas DC-4E

### Technické údaje
- Osádka: 3
- Kapacita: 42 cestujících
- Rozpětí: 42,14 m (138 stop a 3 palce)
- Délka: 29,74 m (97 stop a 7 palců)
- Výška: 7,48 m (24 stop a 6 palců)
- Nosná plocha: 200,207 m² (2 155,01 čtverečních stop)
- Prázdná hmotnost: 19 307 kg (42 564 liber)
- Vzletová hmotnost: 27 896 kg (61 500 lb)
- Maximální vzletová hmotnost: 30 164 kg (66 500 lb)
- Pohonná jednotka: 4 × vzduchem chlazený dvouhvězdicový motor Pratt & Whitney R-2180-S1A1-G Twin Hornet
- Výkon pohonné jednotky: 1 450 hp (1 080 kW)
- Vrtule: stavitelné třílisté kovové

### Výkony
- Maximální rychlost: 394 km/h (213 uzlů, 245 mph) ve výši 2 134 m (7 000 stop)
- Cestovní rychlost: 322 km/h (174 uzlů, 200 mph)
- Dolet: 3 541 km (1 912 námořních mil, 2 200 mil)
- Stoupavost: 5,97 m/s (1 1175 stop za minutu)
- Dostup: 7 000 m (22 900 stop)
- Zatížení křídla: 139 kg/m² (28,5 lb na čtvereční stopu)
- Poměr výkon/hmotnost: 4,8 kW/kg (0,0943 hp/lb)